# Elmohardyia gowdeyi
Elmohardyia gowdeyi är en tvåvingeart som först beskrevs av Charles Howard Curran 1928.  Elmohardyia gowdeyi ingår i släktet Elmohardyia och familjen ögonflugor.
Artens utbredningsområde är Jamaica. Inga underarter finns listade i Catalogue of Life.